# Frieder Andrich
Frieder Andrich (* 22. Juli 1948 in Röderau) ist ein ehemaliger deutscher Fußballspieler. In der höchsten Spielklasse des DDR-Fußballs, der Oberliga, spielte er für die BSG Stahl Riesa und den FC Vorwärts Frankfurt (Oder).

## Sportliche Laufbahn

### Gemeinschafts- und Clubstationen
Andrich begann seine Fußball-Laufbahn bei der Betriebssportgemeinschaft (BSG) Chemie Riesa. Mit 18 Jahren wechselte er 1966 zum Ortsrivalen BSG Stahl Riesa, der zu dieser Zeit mit seiner Männermannschaft in der zweitklassigen DDR-Liga spielte. In der Saison 1967/68 war der 1,75 m große Andrich mit 25 Punktspieleinsätzen und 12 Toren maßgeblich am Aufstieg der Stahlmannschaft in die DDR-Oberliga beteiligt. In seiner ersten Oberligasaison bestritt Andrich sämtliche 26 Punktspiele, zunächst als Stürmer, in der zweiten Saisonhälfte vorwiegend im Mittelfeld. 1969/70 wurde er bis zum 15. Spieltag nicht in der 1. Mannschaft eingesetzt, danach war er in elf Punktspielen meist nur Einwechselspieler. In seiner dritten Oberligaspielzeit wurde er regelmäßig in den ersten neun Oberligaspielen vorwiegend als Mittelfeldspieler eingesetzt. Im November 1970 wurde er zum Militärdienst eingezogen, konnte aber bei der Armeesportgemeinschaft Vorwärts Cottbus weiter in der DDR-Liga Fußball spielen.
Zu Beginn der Fußballsaison 1972/73 wurde Andrich, nachdem er mit zehn Punktspieltoren bester Angreifer der Cottbuser geworden war, zum Fußballclub der Armeesportvereinigung Vorwärts, dem Oberligisten FC Vorwärts Frankfurt (Oder), delegiert. Dort hatte er zu Beginn einen schwierigen Start. Zunächst wieder nur als Ergänzungsspieler eingesetzt, fand er erst vom 22. Spieltag an im Mittelfeld seine Stammposition. Bis Anfang 1977 konnte er seinen Stammplatz behaupten und entwickelte sich zu einem torgefährlichen Mittelfeldspieler. In der Saison 1974/75 wurde er mit 13 Punktspieltoren erfolgreichster Schütze der Frankfurter. 1976 erreichte er mit dem FC Vorwärts das Endspiel zum DDR-Fußballpokal, das jedoch mit 0:3 gegen den 1. FC Lok Leipzig verloren ging. Nach dem 19. Spieltag der Saison 1976/77 wurde Andrich für ein Jahr aus dem Armeeclub ausgeschlossen. Nach einem kurzen Zwischenspiel bei der BSG Halbleiterwerk Frankfurt spielte er bis Februar 1978 in der Bezirksliga Dresden bei der Armeesportgemeinschaft Vorwärts Kamenz.
Im März 1978 wurde Andrich wieder in die Oberligamannschaft des FC Vorwärts Frankfurt aufgenommen und spielte in den letzten zehn Saisonspielen als Mittelstürmer. Am Ende der Saison mussten die Armeefußballer in die DDR-Liga absteigen. Mit 19 Toren (13 in der Liga und 6 in der Oberligaaufstiegsrunde) in 23 Saisonauftritten verhalf er den Frankfurtern zum sofortigen Wiederaufstieg und absolvierte danach noch fünf weitere Oberligaspielzeiten. Ab 1981 entwickelte er sich zunehmend zu einem Abwehrspieler, ohne jedoch seine Torgefährlichkeit zu verlieren. In der Saison 1982/83, in der er abwechselnd im Mittelfeld oder als Libero eingesetzt wurde, war er mit 16 Punktspieltoren erneut Frankfurter Torschützenkönig und landete auf Platz drei der Oberligatorschützenliste. In seiner letzten Oberligasaison 1983/84 kam Andrich noch einmal in 21 Spielen zum Einsatz, in der Rückrunde allerdings nur noch als Ersatzspieler. Sein letztes Oberligaspiel absolvierte er am letzten Saisonspieltag bei der Begegnung FC Vorwärts – Dynamo Dresden (2:2). Er wurde in der 72. Minute eingewechselt und erzielte in der 87. Minute mit dem 1:2-Anschlusstreffer auch sein letztes Oberligator. Er beendete seine Laufbahn beim FC Vorwärts Frankfurt als Hauptmann der Nationalen Volksarmee.
Nach 14 Oberligaspielzeiten war Andrich auf insgesamt 277 Oberligaspiele gekommen, in denen er 91 Tore erzielt hatte. Für den FC Vorwärts absolvierte Andrich alle zehn Europapokalspiele der Oderstädter zwischen 1974 und 1983.

### Auswahleinsätze
Seine Leistungen in der Oberliga im FCV-Trikot erbrachten für ihn Nominierungen in Auswahlmannschaften des DFV. Zwischen 1974 und 1975 absolvierte Andrich fünf Länderspiele mit der DDR-Nachwuchsauswahl und traf zweimal für die ostdeutsche U-23. Am 10. November 1976 wurde er in einer Partie der DDR-B-Nationalelf eingesetzt. Beim 2:2-Remis gegen Polen in Eisenhüttenstadt erzielte er beide Tore.

## Trainerlaufbahn
Andrich hatte noch als Fußballspieler das Sportlehrerdiplom erworben und ist als Fußballtrainer tätig. In der Wendesaison in der Liga 1989/90 gelang ihm als Coach des FC Vorwärts Frankfurt (Oder) der Wiederaufstieg in die höchste ostdeutsche Spielklasse. In der letzten eigenständigen Spielzeit der Oberliga wurde er im November 1990 entlassen und durch seinen früheren Mitspieler Gerd Schuth abgelöst.
Seine letzten Vereine waren der Eisenhüttenstädter FC Stahl (3. Liga, 1998–2000), der Müllroser SV (8. Liga, 2000–2004), der FSV 63 Luckenwalde (5. Liga, 2004–2007) und der FV Motor Eberswalde (6. Liga, 2007–2009). Bis 2012 trainierte er die 1. Mannschaft des SV Grün-Weiß Lübben in der sechstklassigen Brandenburg-Liga. Von Herbst 2012 bis 2015 trainierte er den 1. FC Frankfurt und führte ihn in diesen drei Jahren vom unteren Mittelfeld der Brandenburg-Liga auf den ersten Platz.

## Privates
Sein Neffe Robert Andrich ist ebenfalls Profifußballspieler.